# Debauchery
Debauchery (englisch für Ausschweifung) ist eine deutsche Death-Metal-Band aus Stuttgart.

## Geschichte
Die Band wurde im Jahr 2003 gegründet und brachte im selben Jahr ihr Debütalbum Kill Maim Burn heraus; Ende 2003 waren sie gemeinsam mit Napalm Death auf Tour. Im November 2004 folgte das zweite Studioalbum Rage of the Bloodbeast und ein Jahr später das dritte Album Torture Pit. In dieser frühen Phase spielten sie unter anderem auf Metal-Festivals wie dem Bringer of the Death Fest III und gingen auf Europa-Tournee mit Six Feet Under bzw. Dismember.
2007 wurden sie von AFM Records unter Vertrag genommen, die im selben Jahr Back in Blood veröffentlichten. Im April 2008 erschien Continue to Kill und Debauchery spielten 2008 auf dem Summer Breeze Open Air und eine Tour mit Destruction sowie im April 2009 eine Tour mit Ektomorf, Drone, Aggressive Fear und Dread the Moment, um das zu diesem Zeitpunkt jüngste Album Rockers & War zu bewerben.
Anfang Mai 2010 wurde bekannt, dass Thomas Gurrath aufgrund seiner musikalischen Aktivitäten und des Artworks nahegelegt wurde, sein Referendariat am Hegel-Gymnasium in Stuttgart zu unterbrechen. Aufgrund des zusätzlich medialen Drucks kündigte Gurrath Ende 2010 seine Stelle.
2011 brachte die Band ihr siebtes Album Germany’s Next Death Metal heraus und Gurrath gründete die Hard-Rock-Band Big Ball sowie Blood God. Anders als Debauchery (bei Massacre Records unter Vertrag) veröffentlicht Gurrath diese beiden Projekte über das eigene Label Blood God Records, einem Sublabel von Al!ve. 2015 gründete Gurrath die Death-Metal-Band Balgeroth, deren Debüt-Album als Bonus-CD dem Debauchery-Werk Fuck Humanity beilag.
Anders als bei Debauchery singt Gurrath bei Balgeroth in deutscher Sprache. Am 15. Juli 2016 erfolgte die Veröffentlichung der Split-CD, Debauchery vs. Blood God unter dem Titel Thunderbeast. Auf diesem Album ist zusätzlich die bereits 2011 erschienene EP Kill Mister enthalten, ein Tributealbum für den 2015 gestorbenen Motörhead-Frontmann Lemmy Kilmister. Im Juli 2018 erschien das zwölfte Album „Enemy of Mankind“, welchem die Balgeroth-Titel „In der Hölle spricht man Deutsch“ (Album) und „Götter der Vernichtung“ (EP) beigelegt waren.
Im Sommer 2021 veröffentlichte die Band ihr dreizehntes Studio-Album Monster Metal, das zusammen als 3er-Combo-Pack mit den Alben von Blood God Metal to the Bone und Balgeroth Böse bis ins Blut als Bonus-CD am 21. Mai 2021 erschien. Im Sommer 2023 kam die Kompilation Respawned in Heavy Metal auf dem Markt, welches unter dem Namen BLUTGOTT am 21. Juli 2023 veröffentlicht wurde. Das Album enthält das 2018er Debauchery Album Enemy of Mankind, das Balgeroth Best-Of-Album Der Blutgott nagelt dich ans Kreuz und das neu produzierte Blood-God-Album Respawned In Heavy Metal. Am 9. Februar 2024 erschienen auf CD und am 24. Februar 2024 auf Vinyl das Debauchery Album Dragongods, das deutschsprachige Balgeroth Album Drachenkult und das Blood God Album The Horror Of The Forest als 3-CD-Digipak zum 20-jährigen Bestehen der Band.

## Stil
Textlich inspiriert wird die Band von dem Tabletop-Strategiespiel Warhammer 40.000 und J. R. R. Tolkien. Gesungen wird fast ausschließlich in Englisch, da sich deutschsprachiger Metal ihrer Meinung nach nur bei Rammstein gut anhört. Als musikalische Vorbilder nennen sie AC/DC, Bolt Thrower, Obituary und Six Feet Under.
Typisch für ihre Live-Shows sind die in Kunstblut getränkten Outfits, in denen sie auch ihr erstes Video mit dem Titel „Kill Maim Burn“ drehten. Im Jahr 2007 folgte das zweite Video „Lords of Battle“ mit Stripeinlagen der Freundin von Sänger Thomas. Im Gegensatz zu vielen anderen Death-Metal-Bands zeigen Debauchery in ihren Shows und Songs einen eigenen Humor. So lautet eine Zeile des Songs „Death Metal Warmachine“ vom Album Torture Pit „Mainstream sucks“ und der Song „Blood for the Bloodgod“ existiert auf demselben Album in einer so genannten „Pussy Version“ mit Akustikgitarren. Live spielten Debauchery als Antwort auf den Vorwurf, sie seien ein Six-Feet-Under-Verschnitt, deren Song „War Is Coming“.

## Bandmitglieder

Debauchery live auf dem Metal Frenzy 2018 in Gardelegen
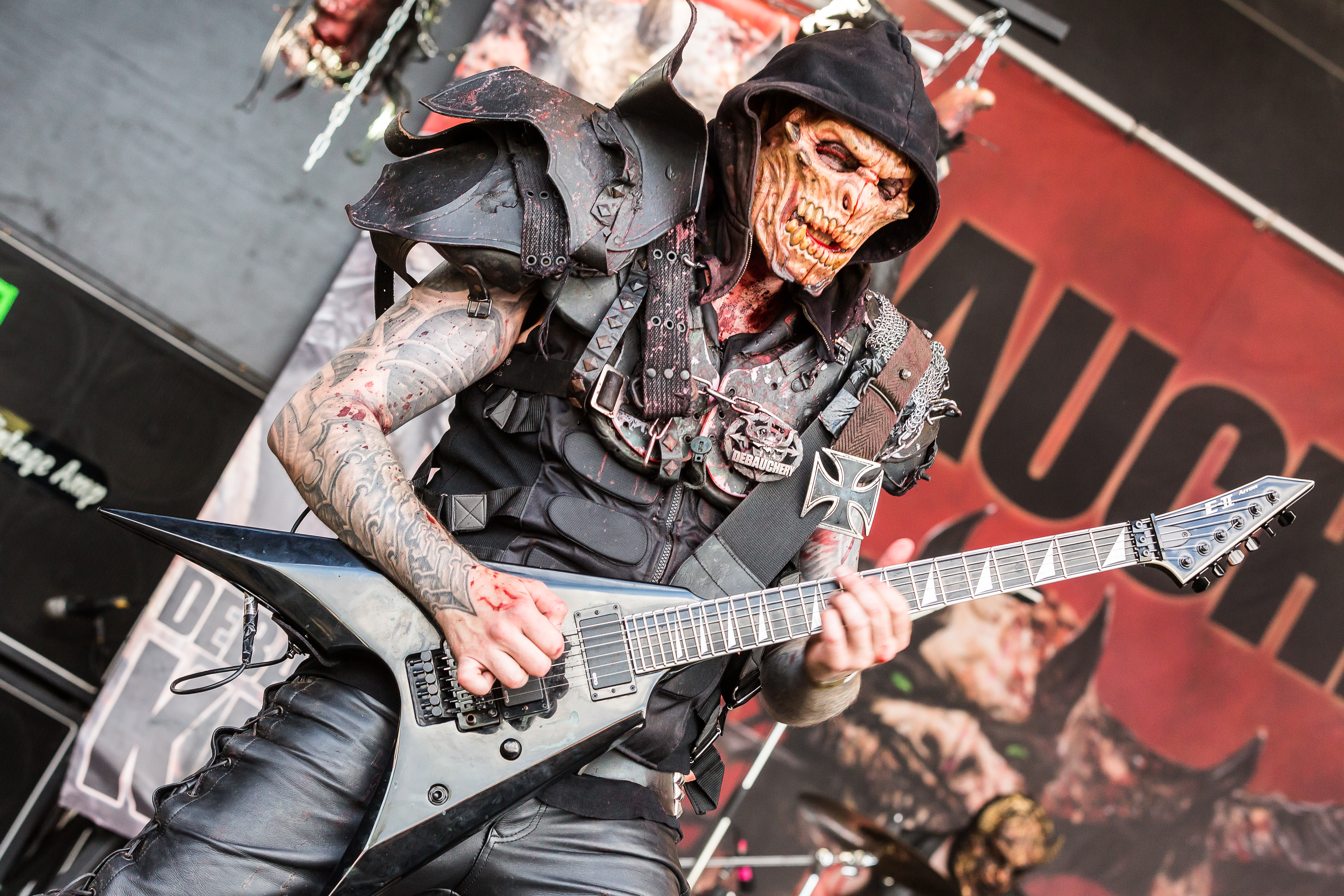
Sänger und Gitarrist Thomas Gurrath
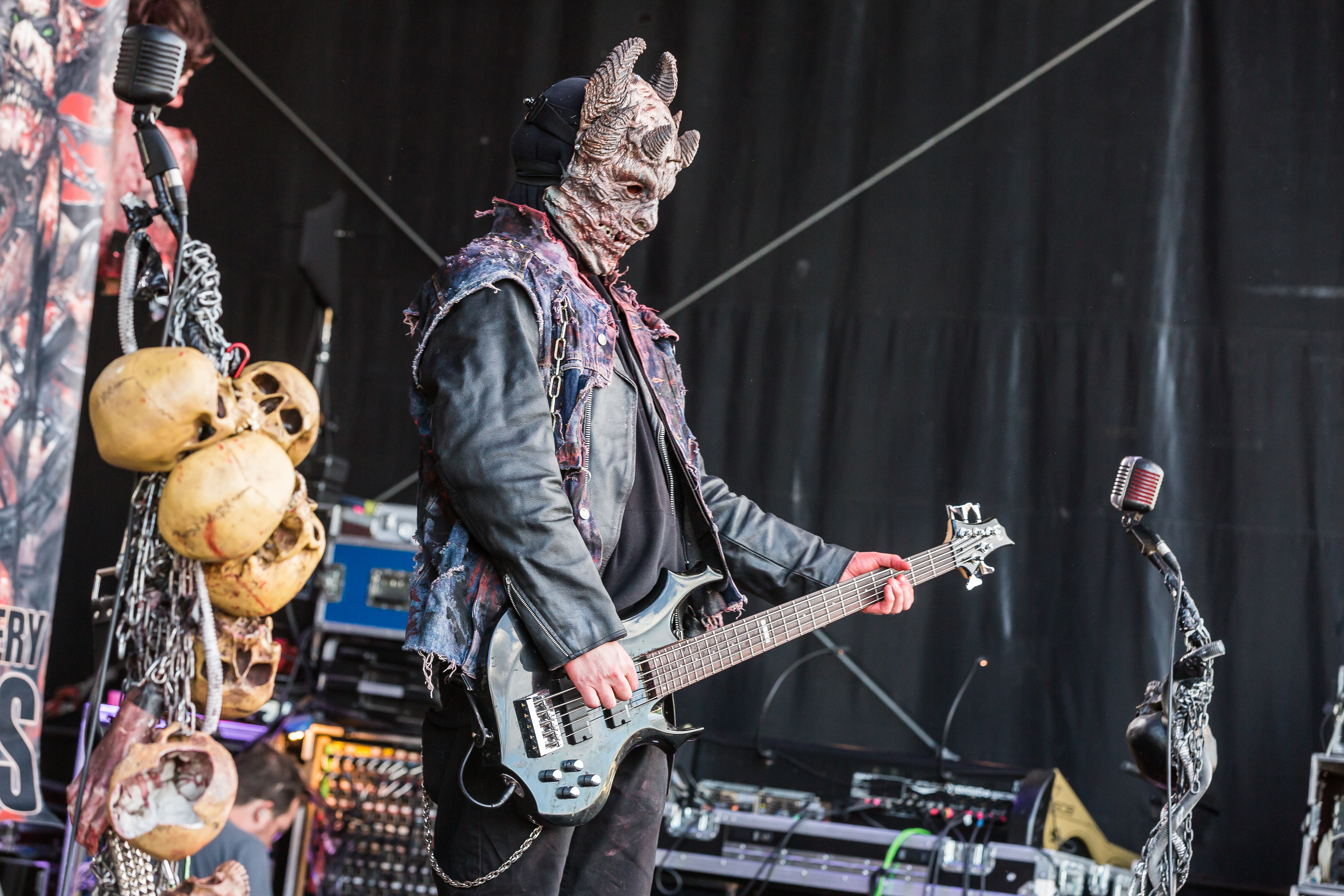
Bassist Dennis Ward
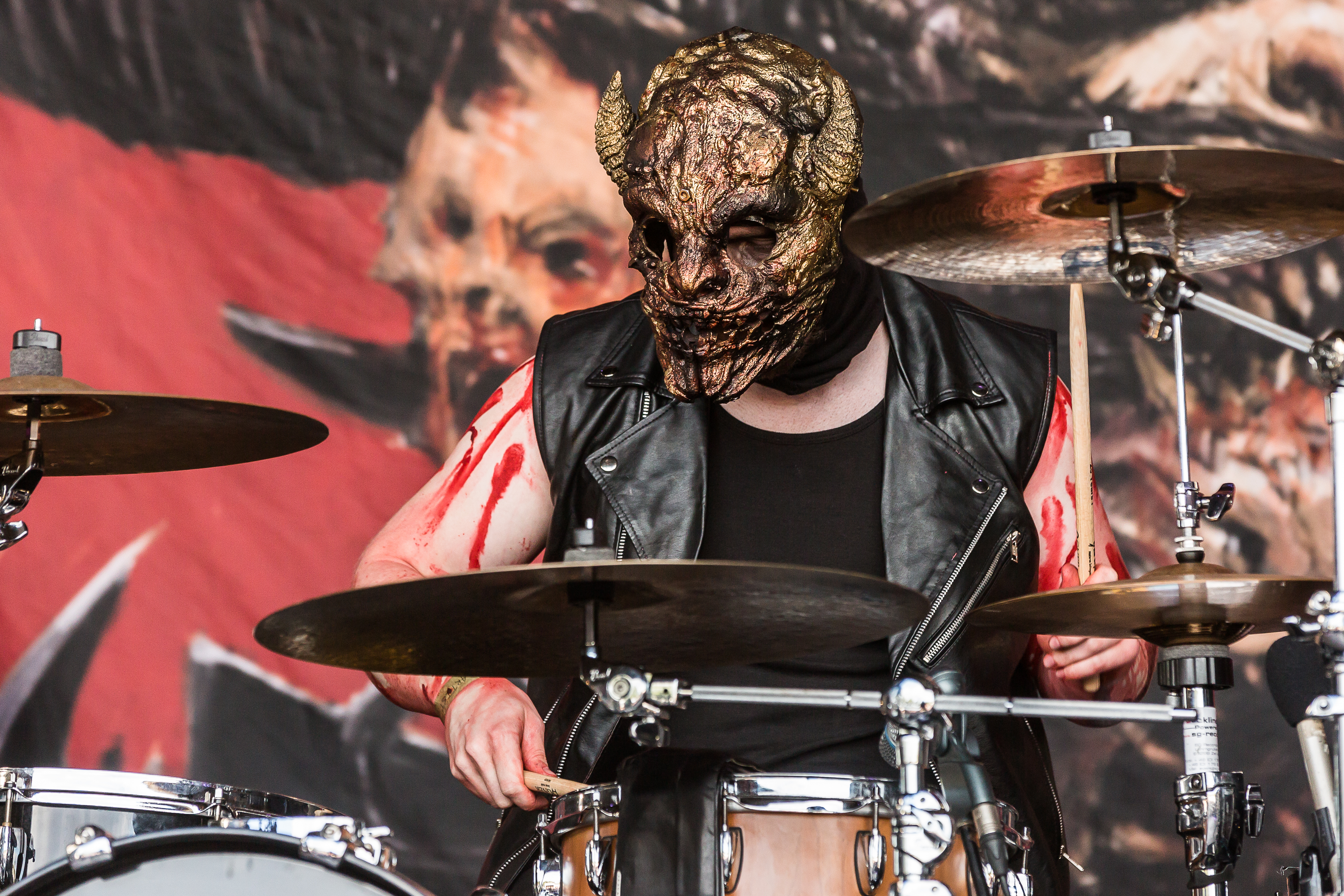
Schlagzeuger Oliver Zellmann

## Tierschutz
2011 veröffentlichte Debauchery den Song Animal Holocaust. Laut eigenen Angaben kritisiert die Band damit die Respektlosigkeit, mit denen Tieren in der heutigen Gesellschaft begegnet wird. Für das dazugehörige Video wurden unter anderem Aufnahmen von der Tierrechtsorganisation PETA verwendet. Der Sänger und Songwriter Thomas Gurrath ist selbst Vegetarier. 2014 erschien die Single Kings of Carnage auf dem Sampler A Tribute to Sea Shepherd. Sämtliche Einnahmen dieses Albums gehen an die Meeresschutzorganisation Sea Shepherd.

## Diskografie
als Debauchery:
- 2003: Kill Maim Burn (MDD Records, Neuveröffentlichung 2006 unter Black Attakk Records)
- 2004: Rage of the Bloodbeast (Black Attakk Records, Neuveröffentlichung 2008 unter AFM Records)
- 2005: Torture Pit (Black Attakk Records, Neuveröffentlichung 2008 unter AFM Records)
- 2007: Back in Blood (AFM Records)
- 2008: Continue to Kill (AFM Records)
- 2009: Rockers & War (AFM Records)
- 2011: Germany’s Next Death Metal (AFM Records)
- 2011: Kill Mister (AFM Records) (Neuveröffentlichung 2016 auf Thunderbeast)
- 2013: Kings of Carnage (Massacre Records)
- 2015: F*ck Humanity (Massacre Records)
- 2016: Thunderbeast (Massacre Records)
- 2021: Monster Metal (Massacre Records)
- 2024: Dragongods (Massacre Records)

als Blood God:
- 2012: No Brains but Balls
- 2014: Blood Is My Trademark
- 2015: German Warmachine (F*ck Humanity Bonus CD3)
- 2016: Thunderbeast (Massacre Records)
- 2021: Metal to the Bone (Massacre Records)
- 2022: Demons of Rock'n'Roll (Massacre Records)
- 2024: The Horror of the Forest

als Balgeroth:
- 2015: Menschenhass (erstes Release auf dem Album F*ck Humanity CD2)
- 2018: In der Hölle spricht man Deutsch (Massacre Records)
- 2021: Böse bis ins Blut
- 2024: Drachenkult

als Big Ball:
- 2010: Hotter Than Hell